# Bossons/Blécherette
Pour les articles homonymes, voir Bossons.
 (mars 2023).
Si vous disposez d'ouvrages ou d'articles de référence ou si vous connaissez des sites web de qualité traitant du thème abordé ici, merci de compléter l'article en donnant les références utiles à sa vérifiabilité et en les liant à la section « Notes et références ».
Le quartier de Bossons/Blécherette est un quartier de la ville de Lausanne. Il est situé au nord de la commune, sur le début du plateau du Gros-de-Vaud.
Le quartier s'est principalement développé entre 1945 et 1970. Il est surtout composé d'habitations, mais a sur son sol le World Trade Center de la ville de Lausanne, le service cantonal des automobiles et de la navigation et l'aéroport de la ville.

## Transports
Le quartier de La Blécherette/Bossons est relié au centre-ville de Lausanne par deux lignes de bus passant par le cœur du quartier et une le longeant au sud ; deux routes provenant des zones rurales au nord traversent le quartier vers le sud en direction du centre ; l'Aéroport Régional de Lausanne-Blécherette (ARLB) est situé au nord du quartier, dans la zone proprement dite de la Blécherette.

### Transports publics
La Blécherette est reliée au centre-ville depuis le cœur du quartier par deux lignes de trolleybus des Transports publics de la région lausannoise. Les lignes 1 et 21 partent de la Blécherette au niveau du parc relais de la Tuilière. La ligne 1 passe le long du parc relais du Vélodrome et traverse la ville pour se terminer au sud de la commune, à La Maladière. La ligne 21 mène à la gare de Lausanne en passant par la partie du quartier de la Blécherette appelé Grattapaille, où se trouve le World Trade Center de Lausanne. Le quartier est également relié à la gare par la ligne 3 qui longe le sud du quartier, venant de Bellevaux et rejoignant le 21 au Palais de Beaulieu.
La ville prévoit de construire une troisième ligne de métro qui montera jusqu'à la Blécherette. Sa mise en service est envisagée à l'horizon 2031.

## Projet de développement
En 2007, plusieurs projets sont à l'étude pour développer ce quartier de la ville, le projet de base est de le densifier sur 22 ha en construisant des habitations écologiques pour environ 2 000 habitants sur les terrains sportifs et à l'emplacement actuel de la prison de Chavalon et du parc de stationnement du Vélodrome. Cependant des voix se sont élevées, parlant d'un risque de ghettoïsation du quartier; un contre-projet a alors été présenté, proposant également la construction d'une zone commerciale de proximité pour limiter les déplacements vers un Crissier déjà saturé, et d'un funiculaire ou d'un tram.
Les travaux ont commencé à la fin 2015 et plusieurs axes routiers environnants ont été modifiés pour accueillir le projet.

## Galerie de photos

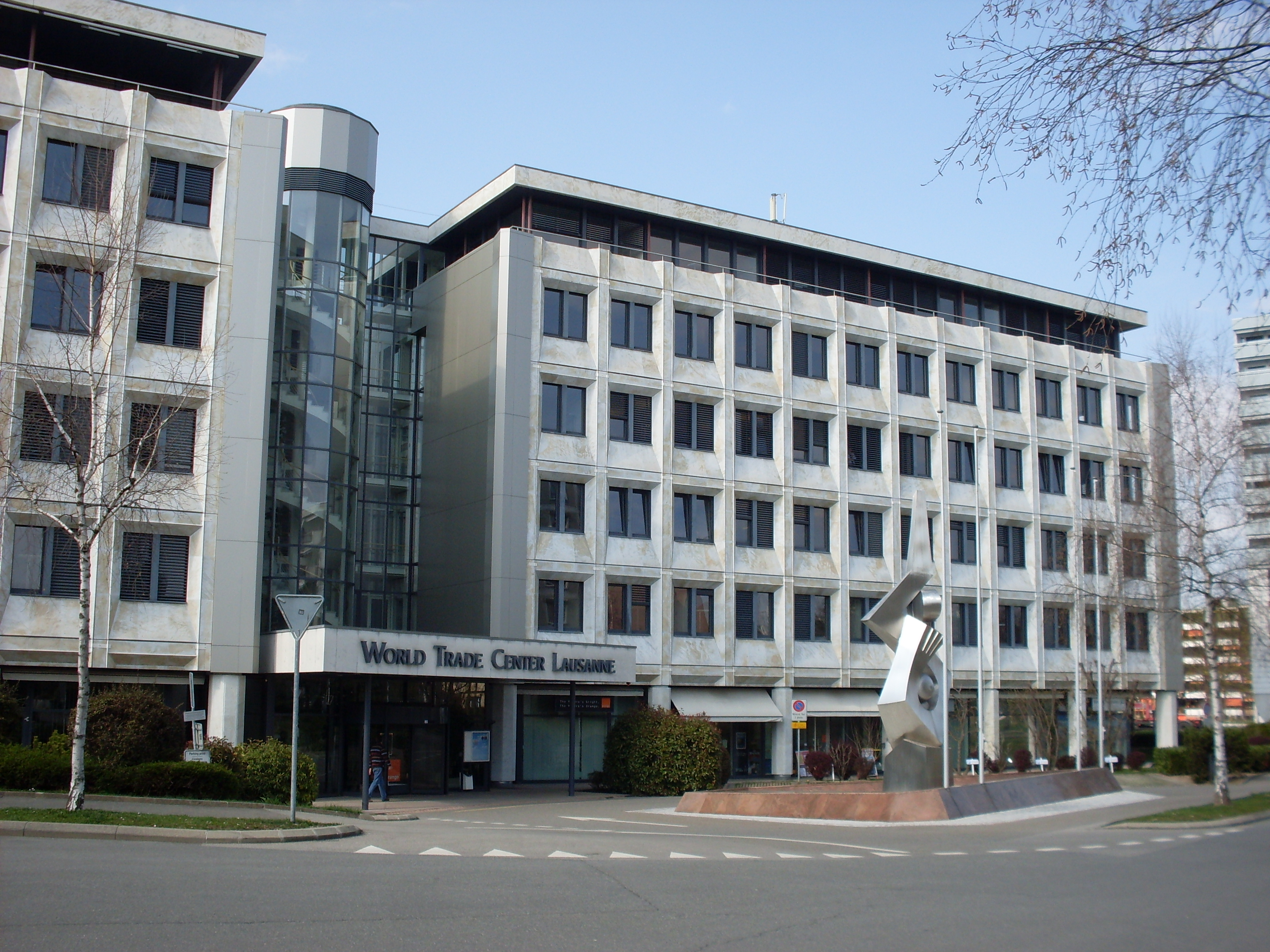
Bâtiment du complexe du World Trade Center de Lausanne
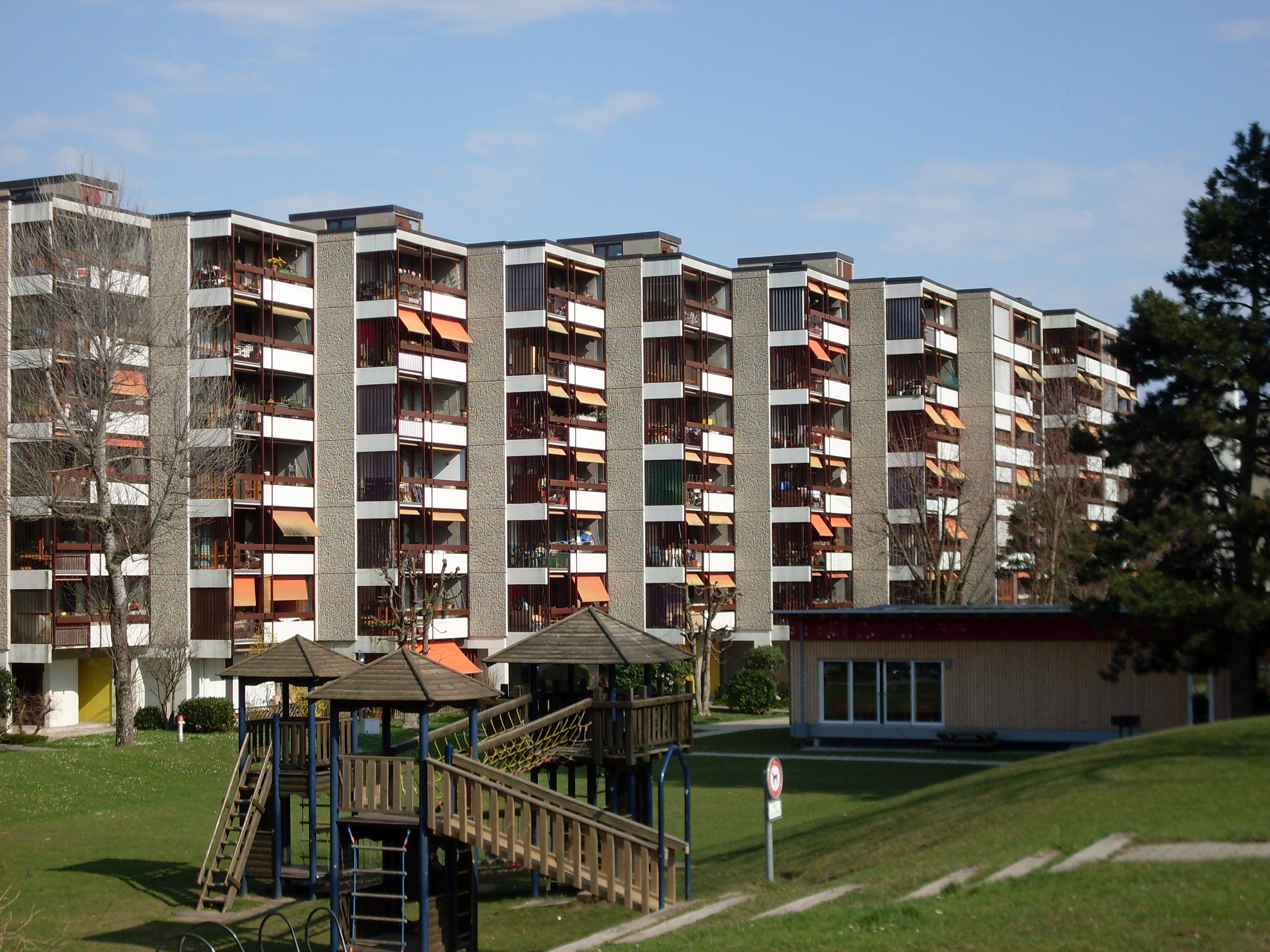
Bâtiment du quartier du chemin des Bossons, quartier aussi nommé « Cité pont-des-sauges »
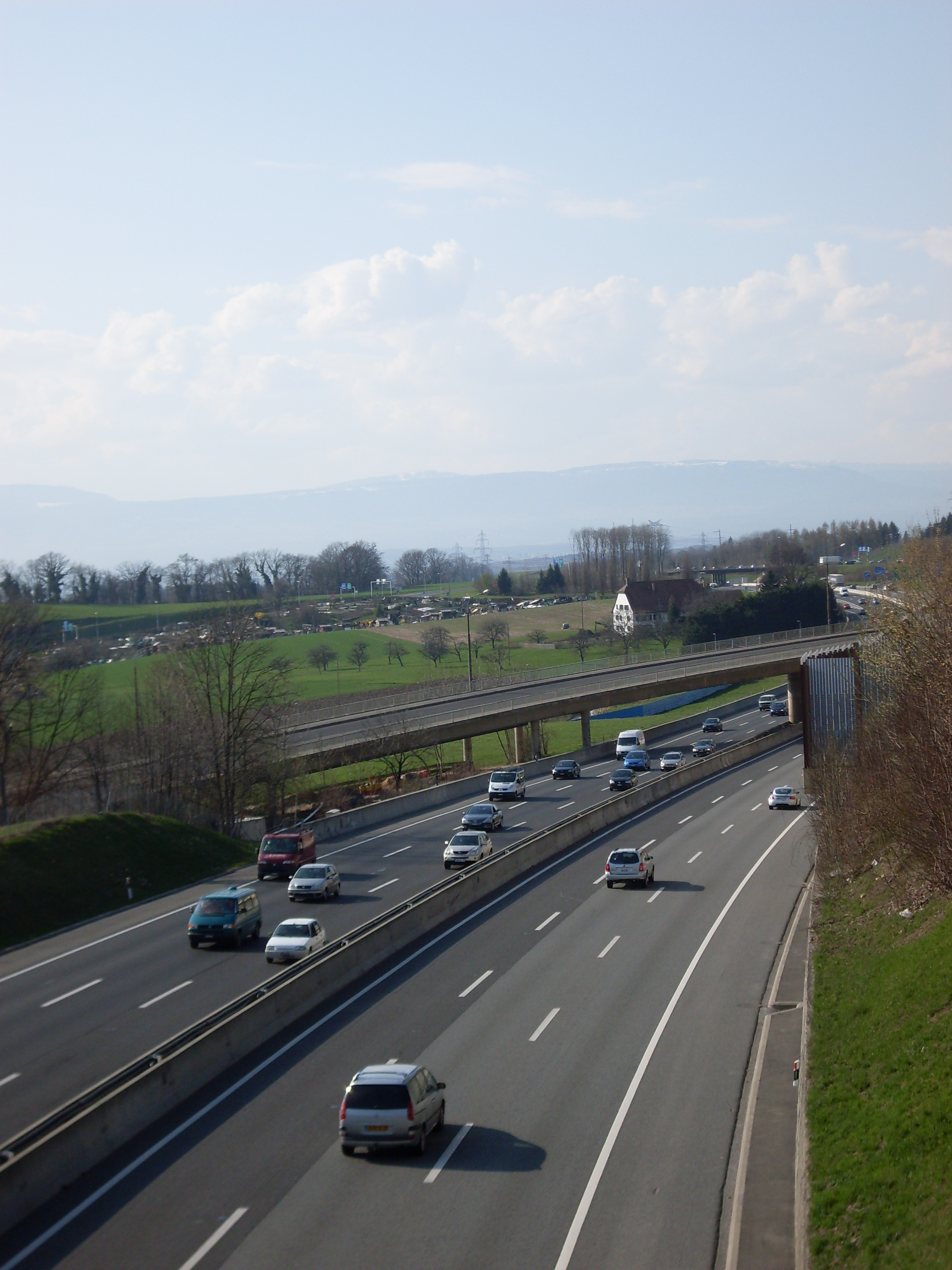
Autoroute A9, peu avant la sortie de La Blécherette, en direction de l'ouest
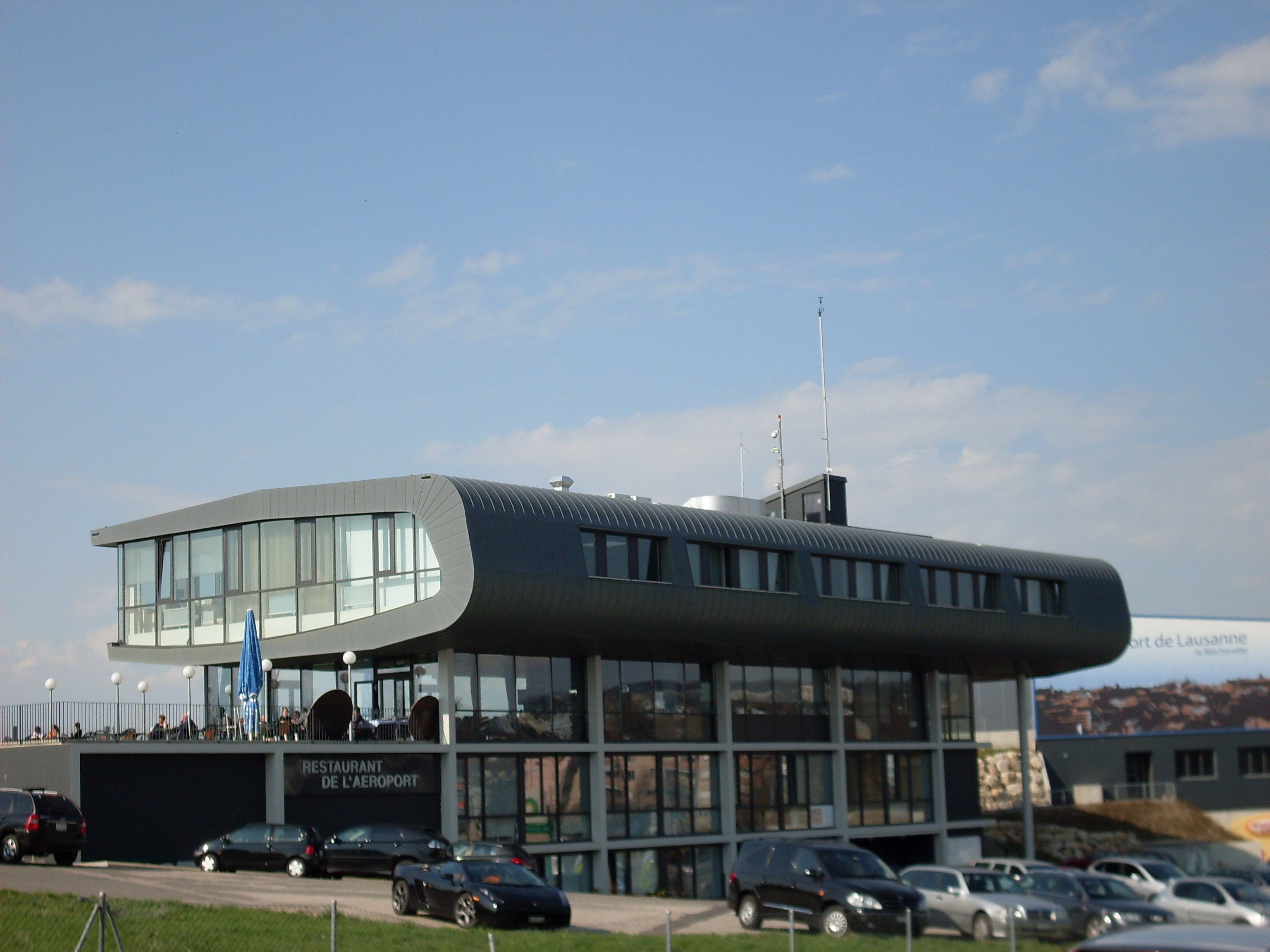
Bâtiment d'accueil de l'Aéroport de Lausanne-Blécherette